# Herman Li

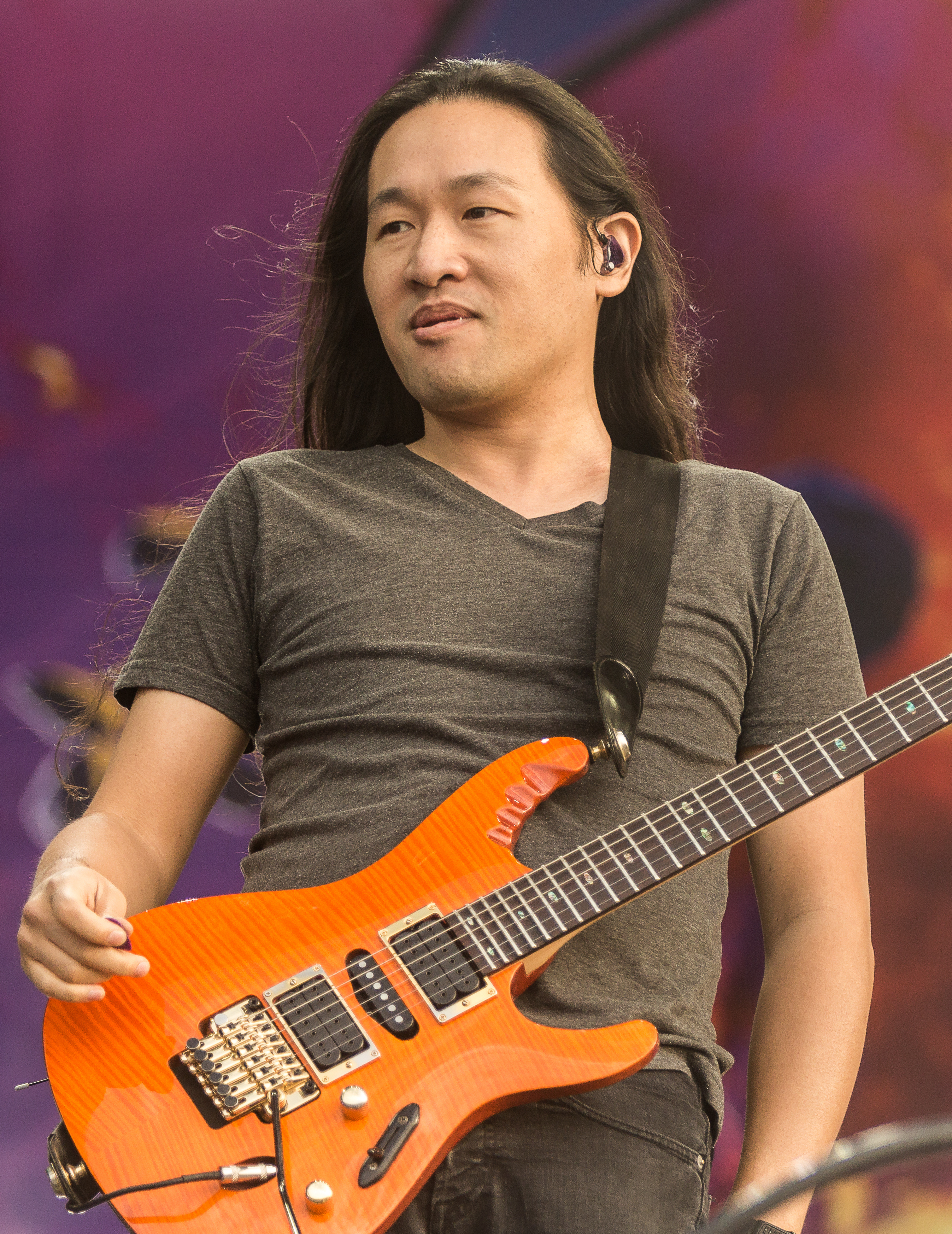
Herman Li auf dem Rockharz 2019

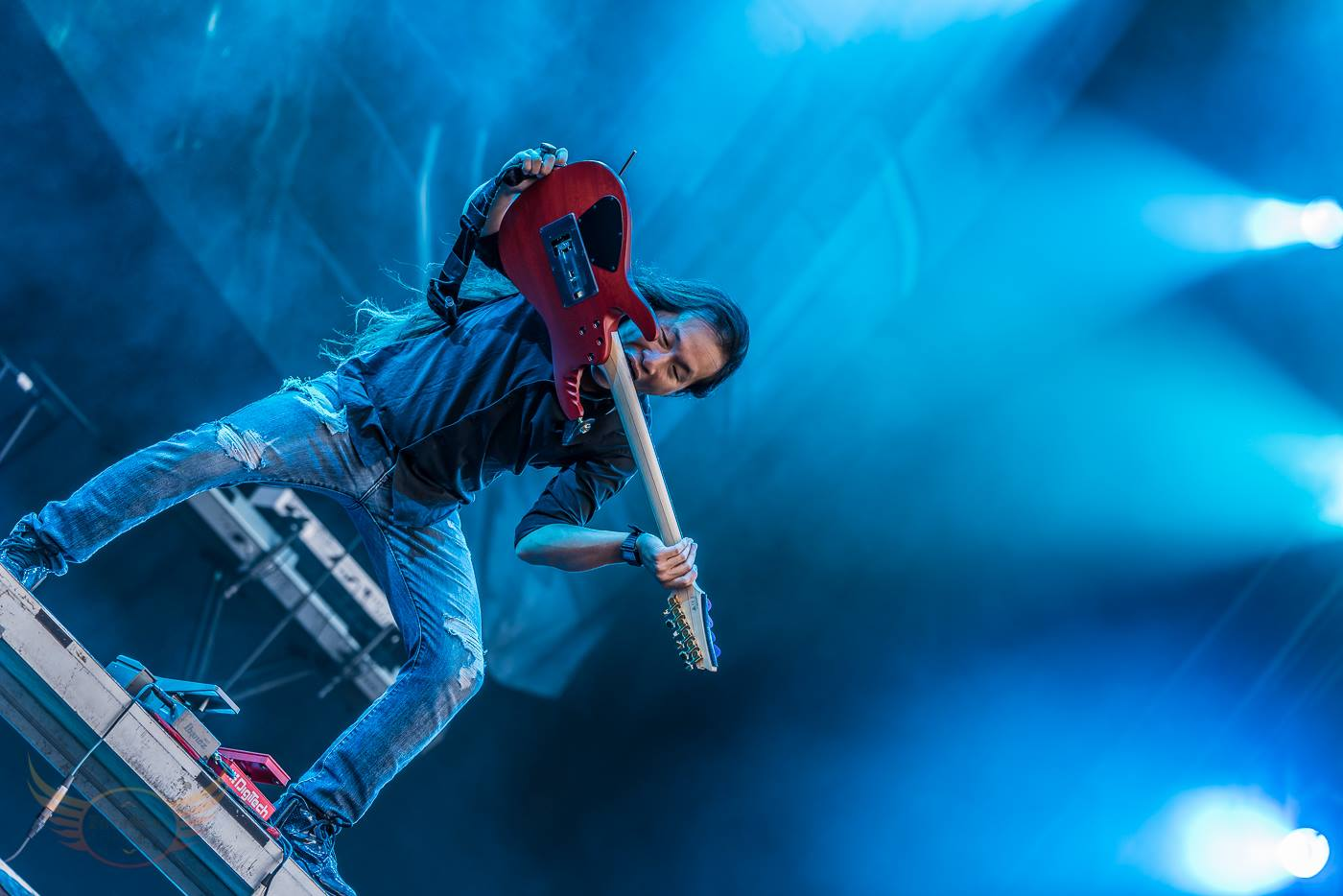
Herman Li mit DragonForce auf dem Wacken Open Air 2016

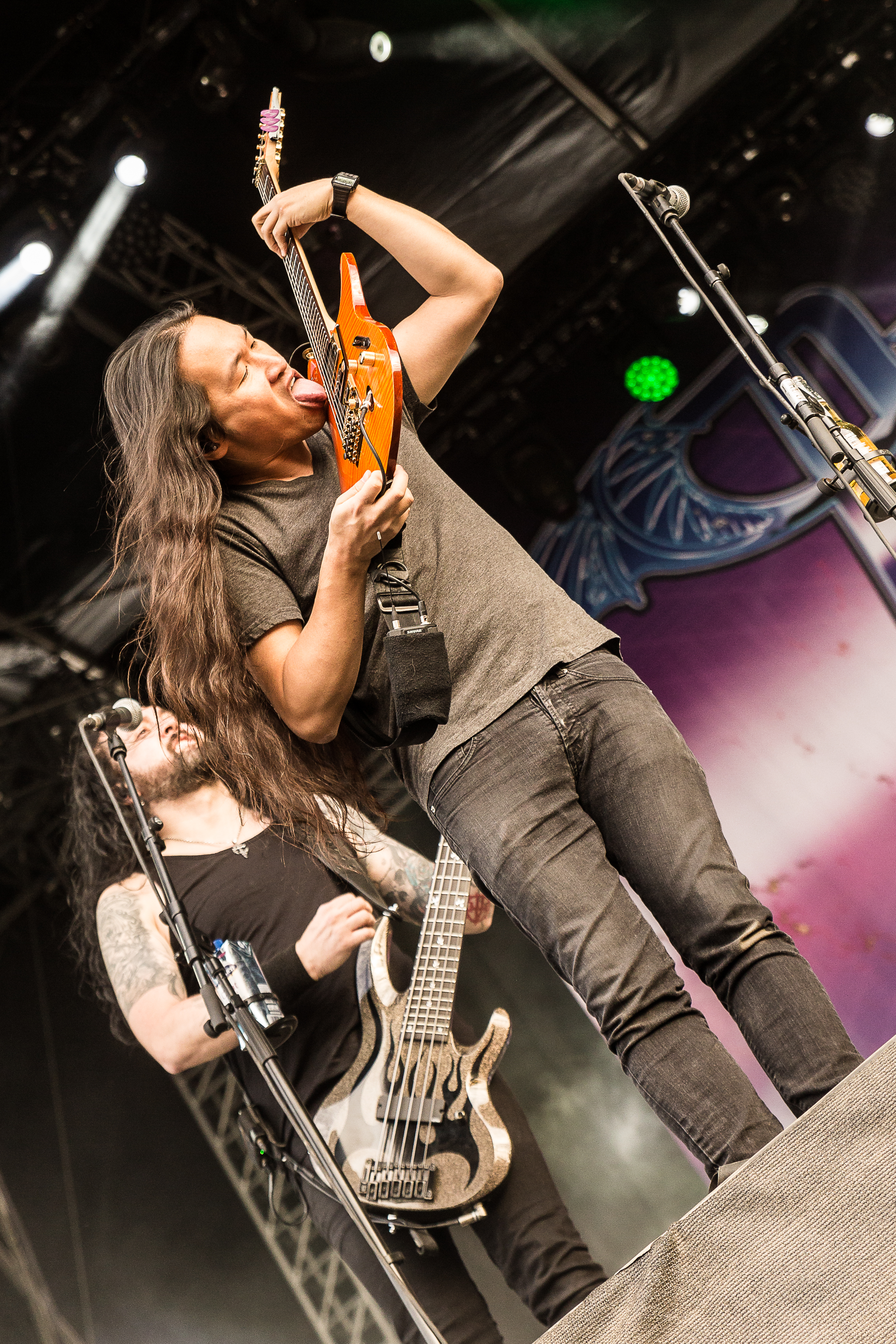
Herman Li zeigt Gitarren-Akrobatik auf dem Rockharz 2019.

Herman Li (chinesisch 李康敏; * 3. Oktober 1976 in Hongkong) ist ein britischer Musiker. Er ist Mitbegründer, Gitarrist und Produzent der Power-Metal-Band DragonForce.

## Leben
Herman Li brachte sich das Gitarrespielen selbst bei. Nachdem er bei verschiedenen Metal-Bands in London gespielt hatte, unter anderem bei Demoniac, gründete er im Sommer 1999 mit Sam Totman und anderen Bandmitgliedern die Band DragonForce (zunächst als DragonHeart bekannt).
Herman wurde auf den Metal Hammer Golden Gods Awards 2005 zum „Best Shredder“ gewählt. Zusammen mit seinem Bandkollegen Sam Totman gewann er in vier Kategorien bei dem Guitar World’s Readers Poll 2007, „Best New Talent“, „Best Metal“, „Best Riff“ und „Best Shredders“. Für das Lied Through the Fire and Flames bekamen sie den Preis „Best Guitar Solo“. 2024 gewann er den deutschen „Metal Hammer Award“ in der Kategorie „God of Riffs“, der ihm in Berlin verliehen wurde. 
Er hat mittlerweile in mehreren internationalen Zeitschriften Kolumnen und Lektionen über das Gitarrespielen veröffentlicht, teils zusammen mit seinem Kollegen Sam Totman. Abgesehen von der Musik interessiert sich Li für Computertechnik, Kampfkunst sowie Porsche-Autorennen. Er spricht fließend Chinesisch, Englisch sowie Französisch.

## Musik
Herman Li spielt schnellen, melodischen Power Metal. Sowohl sein Alternate Picking als auch seine Legato-Läufe erreichen enorme Geschwindigkeiten. In seinen komplexen Soli verwendet er typische Shred-Techniken wie Sweep Picking und Tapping, aber auch neue Effekte mit dem Whammy Bar. Viele dieser Effekte und Melodien erinnern an Arcade- und Computerspiele aus den 1980er und 1990er Jahren, zum Beispiel an Pac-Man in Through the Fire and Flames oder Double Dragon in Black Fire.

Außerdem bindet Li häufig das DigiTech Whammy Pedal sowie ein Wah-Wah in seine Soli mit ein und verwendet in einigen Songs das Hot Hand – einen an der Hand ansteckbaren Ring, mit dem sich kabellos Effekte steuern lassen.
Auf der Bühne fällt Li durch seine meist große Spielfreude auf. Bekannt ist seine Showeinlage, bei der er ein Harmonic Squeal (ein moduliertes, schreiendes Flageolett, das ursprünglich durch Spieler wie Dimebag Darrell bekannt geworden ist) damit kombiniert, dass er seine Gitarre am Whammy Bar in die Höhe reißt. Dabei ruht für die Dauer des Manövers das gesamte Gewicht des Instruments auf dem Hebel, was bei unzureichend stabil gebauten Systemen zu Beschädigungen oder zumindest einem Saitenriss führen kann; letzteres passierte auch Li am Ende der Aufnahme von Through the Fire and Flames.
Herman Li hat sich in Zusammenarbeit mit Ibanez mehrere Signature-Modelle anfertigen lassen. Bei diesen ist an der oberen Kante des Korpus ein Abdruck seiner Hand in das Holz eingearbeitet.
Obwohl Herman Li Linkshänder ist, spielt er seine Gitarren rechtshändig. Laut eigener Aussage greift er beim Schreiben von Gitarrensoli auch auf Improvisation zurück, während Sam Totman seine Soli grundsätzlich auskomponiere.

## Gitarren
- Ibanez E-Gen – EGEN18 Herman Li Signature Model (Transparent Violet Flat, Platinum Blonde, Dragon’s Blood)
- Ibanez EGEN Custom 7 String (Chameleon Purple)
- Ibanez Acoustics
- DiMarzio Tonabnehmer (HLM – Neck (Humbucker), Middle (Single Coil), Bridge (Humbucker))
- D’Addario-Saiten (NYXL .009 - .046 für Sechssaiter, NYXL .009 - .059 für Siebensaiter)

## Diskographie
Mit Demoniac
- 1999: The Fire And The Wind
- 1999: Demons of the Night (EP)

Mit DragonForce
Gastbeiträge
- 2015: Road of Resistance (Babymetal) (zusammen mit Sam Totman)